# Зубов, Евгений Александрович
Евгений Александрович Зубов (род. 12 августа 1955 года, Ленинград, РСФСР, СССР) — советский и российский художник, декан факультета повышения квалификации СПбАХ (2002-2012), член-корреспондент РАХ (2021).

## Биография
Родился 12 августа 1955 года в Ленинграде, живёт и работает в Санкт-Петербурге.
В 1973 году — окончил среднюю художественную школу при ИЖСИА имени И. Е. Репина, в 1979 году — окончил Институт живописи, скульптуры и архитектуры имени И. Е. Репина, мастерская профессора А. А. Мыльникова, с 1982 по 1985 годы — проходил обучение в Творческой мастерская АХ СССР под руководством А. А. Мыльникова.
С 1982 года — член Союза художников СССР, Союза художников России.
В 2002 году — присвоено учёное звание профессора.
В 2007 году — защитил кандидатскую диссертацию, тема: «Франц Алексеевич Рубо — художник и педагог».
С 1985 года — работает в Институте живописи, скульптуры и архитектуры имени И. Е. Репина, с 2002 по 2012 годы — декан факультета повышения квалификации, в настоящее время — профессор кафедры рисунка.
Председатель Государственной экзаменационной комиссии Российского государственного педагогического университета имени А. И. Герцена и Санкт-Петербургского государственного университета промышленных технологий и дизайна, автор мастер-классов классы в университетах и академиях Китая, Финляндии и Ливана.
Председатель Международной выставки-конкурса художников, преподавателей творческих направлений высших учебных заведений «Творческая осень», член бюро секции живописи Санкт-Петербургского Союза художников.
В 2017 году — избран почётным членом, а в 2021 году — избран членом-корреспондентом Российской Академии художеств от Отделения живописи.

## Творческая деятельность
Основные произведения: «Весна» (1975, картон, масло, 33*50), «Портрет солдата» (1981, холст, масло, 121*78), «Фиалки» (1985, холст, масло, 140*115), «Камчатка» (1986, холст, масло, 80*100), «Лабиринт» (1996, картон, масло, 30*29), «На Неве» (2002, холст, масло, 60*100).
Принимал участие в воссоздании художественного убранства Храма Христа Спасителя в Москве, где были выполнены ряд житийных композиций и образов святых (1999).
Произведения представлены в собраниях Московского музея современного искусства, Музея истории Санкт-Петербурга, Чувашского государственного художественного музея (Чебоксары), Кыргызского Национального музея изобразительных искусств имени Г. Айтиева (Бишкек), Камчатского краевого художественного музея (Петропавловск-Камчатский), а также в фонде Министерства культуры СССР и Министерства культуры РСФСР, в частных коллекциях России и за рубежом.
Участник российских, областных выставок с 1978 года.

## Награды
- Премия Ленинского комсомола (1986)
- Медаль «В память 300-летия Санкт-Петербурга» (2003)
- Заслуженный художник Российской Федерации (2006)[2]
- Почётный профессор Университета искусств и дизайна города Нинбо
- Благодарность Ливанской Академии искусств «Альба» (2005)

Награды РАХ
- Серебряная медаль РАХ (2007)
- Медаль «За заслуги перед Академией» (2007)
- Благодарности РАХ